# 목요 클럽

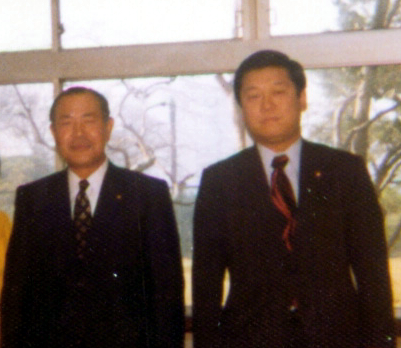
다나카 가쿠에이(왼쪽)와 오자와 이치로(오른쪽)

목요 클럽(일본어: 木曜クラブ)은 과거에 존재했던 일본 자유민주당의 파벌이다. 실질적 영수인 다나카 가쿠에이의 이름을 따서 다나카파(일본어: 田中派)라고도 한다. 명목상 회장은 니시무라 에이이치와 니카이도 스스무였지만 사실상 다나카가 최고 권력자였고 심지어 자민당을 탈당하고도 목요 클럽을 통해 자민당과 일본 정계에 막강한 영향력을 미쳤다.

## 역사

### 칠일회
일본의 내각총리대신으로 주산회를 이끌고 있던 사토 에이사쿠는 원래 1970년 총리대신직에서 물러날 생각이었다. 하지만 사토가 친형 기시 노부스케의 파벌을 물려받은 후쿠다 다케오를 후계자로 점찍자 다나카는 사토에게 총리직을 2년 더 수행할 것을 권했다. 이는 사토가 총리 임기 중에 공을 들였던 오키나와 반환을 사토의 총리 임기 내에 이루어야 한다고 설득했기 때문이었다. 사토는 이를 받아들여 2년 더 총리직을 수행했고 그 사이에 다나카는 사토파 의원들을 끌어들이는 공작에 나섰다. 그리고 1972년 5월 9일 사토파 의원 102명 중에서 중의원 의원 40명과 참의원 의원 41명을 결집해 파벌 내 파벌을 결성했다. 남은 의원들은 호리 시게루를 중심으로 주산회를 개편한 주산 클럽을 중심으로 활동했다.
사토가 총재직 사퇴를 표명하면서 7월 5일 1972년 일본 자유민주당 총재 선거가 실시됐다. 총재 선거에서 승리한 다나카는 이틀 뒤 정식으로 총리총재가 되었고 이 날 자신의 파벌을 칠일회(七日会)라 명명하며 정식으로 다나카파 창설을 알렸다. 회장직은 니시무라 에이이치가 맡았다.
다나카가 총리 재임 중에 중일국교정상화를 추진했듯 칠일회에는 중화민국과는 거리를 두고 중화인민공화국과 가까운 친중파가 많았다. 또한 도로나 우정 등 공공사업을 통해 경기를 부양하고 표를 관리하는 족의원의 수가 압도적으로 많았다. 다나카파에 포진한 족의원들은 자민당의 모든 정책부회에 영향력을 미쳤고 지방자치단체장들은 다나카파와 친밀한 관계를 유지해 중앙의 지원을 받아낼 수 있었다. 이러한 현상들은 다나카가 2년 만에 총재직에서 물러난 뒤에도 다나카파가 강한 결속력을 가질 수 있게 해주었다. 다나카는 자신의 파벌을 두고 종합병원이라 불렀다고 한다.
1976년 파벌의 오너인 다나카와 파벌 간부인 하시모토가 록히드 사건의 여파로 체포되었다. 체포 직후 다나카는 칠일회를 탈퇴하고 자민당에서도 탈당하겠다고 밝혔다. 곧 보석으로 풀려났지만 자민당에 복귀하진 않았다. 하지만 여전히 칠일회의 오너 역할을 수행하며 배후에서 정계에 막강한 영향력을 행사했다. 이를 두고 당시 언론은 다나카를 어둠의 쇼군(闇将軍)이라 불렀다. 여론과 언론으로부터 눈총을 받는 상황 속에서도 다나카파를 이탈하는 의원은 단 한 명도 없어 철의 결속력을 자랑할 수 있었다. 하지만 반대로 말하면 다나카에게 저항하면 즉시 정치 생명이 끊어질 위험을 감수해야 한다는 것을 의미하기도 했다.
1977년 당내 파벌을 없애야 한다는 주장이 나오면서 잠시 칠일회가 해산됐지만 다음 해 후쿠다와 오히라 마사요시가 총재 선거에서 격렬하게 대립하면서 파벌은 금방 부활해 버렸다. 이때 이름을 정치동우회(政治同友会)로 고쳤으며 회장은 여전히 니시무라가 맡았다.

### 목요 클럽
1980년에는 파벌 이름을 목요 클럽(木曜クラブ)으로 다시 고쳤다. 다나카파는 사토파의 계보를 이었는데 사토가 이끌던 파벌인 주산회의 원래 이름이 목요연구회였기에 이를 따른 것이었다. 회장은 니카이도로 바뀌었는데 1980년 총선에서 니시무라가 낙선했기 때문이었다.
목요 클럽으로 바뀐 이후 다나카는 적극적으로 파벌 확대에 나섰다. 록히드 사건에 대한 재판이 길어지는 만큼 자민당 복당이 어려워졌기에 당에 대한 영향력을 강화할 필요가 있었기 때문이었다. 후나다파나 미즈타파와 같은 소수 파벌이나 무파벌 의원들을 차례차례 영입했고 1983년 제37회 일본 중의원 의원 총선거 때는 자민당이 상당한 참패를 당했음에도 다나카파는 겨우 2석을 잃는 데 그쳤다. 다만 이는 대부분의 선거구에 다나카파 후보를 대량으로 밀어넣은 결과로 실제 다나카파 중에서도 낙선자는 많았다. 1980년에 99명이던 소속 의원 수는 1984년에는 118명에 달했고 세간에서는 이를 다나카 군단이라 부를 정도가 되었다.
그렇다보니 총리총재가 되기 위해선 다나카의 도움 없이는 불가능할 지경에 이르렀고 오히라 마사요시, 스즈키 젠코, 나카소네 야스히로가 그렇게 총리총재가 될 수 있었다. 하지만 다나카는 자신이 총리직에 복귀하고 싶은 야망이 있었고 자신의 파벌에서 자신이 아닌 사람이 총리가 되면 자신의 파벌 내 영향력이 줄어들 것을 우려하기도 하여 자신의 파벌에서는 절대 총리를 내지 않고 있었다. 이는 파벌 내 사기에 영향을 미쳤고 다케시타 노보루가 총재 선거에 출마 의향을 보이자 니카이도로 하여금 이를 억누르도록 하였다. 그런데 니카이도 본인이 반나카소네 세력의 중심에 서서 오히려 총재 선거에 출마하려는 모습을 보이기도 했다. 이는 스즈키와 후쿠다 등이 다나카파의 분열을 유도한 측면도 있었는데 이 사건을 니카이도 옹립 구상이라 한다. 결국 다나카의 강한 반대에 직면해 니카이도는 총재 선거 출마를 포기했다. 이 사건은 다나카의 파벌 지배력이 더 이상 옛날 같지는 않음을 보여주었다.

### 창정회의 결성
1984년 12월 18일 다케시타·가지야마 세이로쿠·가네마루 신·오부치 게이조·하타 쓰토무·오자와 이치로·엔도 가나메가 회합하여 차기 총재 선거 때 다케시타를 옹립하는 계획을 세웠다. 그리고 다음 해 2월 7일 다케시타를 리더로 하여 파벌 내의 파벌인 창정회를 결성했다. 당초 다나카는 다케시타가 공부 모임을 만들겠다고 하자 이를 승인했던 것인데 파벌 내 파벌이라는 사실을 알고 매우 분노했다. 하지만 손을 쓰기 전에 27일 다나카가 지나친 음주로 뇌경색이 와서 쓰러지고 말았다.
총리직에 복귀하길 원했던 다나카에 대한 반감과 뇌경색으로 쓰러져 정치 활동이 어려워진 상황이 겹쳐 다나카파에 속한 많은 의원들이 다케시타파에 합류하기 시작했다. 1987년 7월 4일 목요 클럽에서 113명이 참여하여 정식으로 경세회를 창립해 목요 클럽에서 독립했다. 니카이도계 의원들의 모임인 다무라 그룹과 창정회 결성을 통렬히 비판했던 오쿠다 게이와 등도 경세회에 참여했다. 이렇게 하여 소속 의원이 141명에 달하던 자민당 내 최대 파벌인 목요 클럽은 경세회·목요 클럽·중립파 등 세 파벌로 쪼개졌다.
목요 클럽에는 니카이도를 비롯한 15명의 의원이 남았는데 이들 잔류파는 이후 니카이도 그룹으로 불리게 된다. 하지만 소수 파벌로 전락하여 당내 영향력도 저하했고 각료도 배출하지 못하는 처지가 되었다. 중립파는 고토다 마사하루를 제외하곤 모두 총재 선거 직전에 다케시타 지지로 선회했다.
1989년 6월 8일 정부·자민당 수뇌 회담에서 각료나 당직을 맡은 사람은 파벌을 이탈한다는 방침이 정해지면서 니카이도와 이노우에 기치오가 일시적으로 파벌을 이탈했다. 니카이도의 후임 회장은 에사키 마스미가 맡았다. 1990년 2월에 있던 제39회 일본 중의원 의원 총선거 전에 이나무라 도시유키는 와타나베파로 파벌을 옮겼고 선거 이후에는 소속 중의원 의원 12명 중에서 5명은 불출마, 3명은 낙선하여 4명만이 남게 되었다. 3월에 하야시 요시로가 미야자와파로 넘어갔고 4월 시점에는 니카이도도 파벌을 이탈한 뒤였다. 이후 목요 클럽은 자연스럽게 소멸했다.

## 같이 보기
- 자유민주당의 파벌
- 주산회
- 창정회
- 헤이세이 연구회

## 참고 문헌
- 이토 마사야 (1982년 8월 30일). 《自民党戦国史―権力の研究》 [자민당 전국사 - 권력의 연구]. 朝日ソノラマ. ISBN 978-4257031635.
- マスコミ研究会, 편집. (1985년 2월). 《暗闘 田中角栄VS竹下登》 [암투 ~ 다나카 가쿠에이 VS 다케시타 노보루]. 国会通信社.
- 아사히 신문 정치부, 편집. (1987년 9월 20일). 《田中支配とその崩壊》 [다나카 지배와 붕괴]. 朝日文庫. 朝日新聞社. ISBN 978-4022604729.
- 다치바나 다카시 (2005년 8월 10일). 《政治と情念》 [정치와 정념]. 文春文庫. 文藝春秋. ISBN 978-4167330187.
- 사토 아키코 (2001년 3월 1일). 《決定版 私の田中角栄日記》 [결정판 ~ 나의 다나카 가쿠에이 일기]. 新潮文庫. 新潮社. ISBN 978-4101486314.
- 하야사카 시게조 (2001년 11월 29일). 《怨念の系譜》 [원념의 계보]. 東洋経済新報社. ISBN 4-492-06129-0.